# قلعه چیهایا
قلعه چیهایا (به ژاپنی: 千早城, Chihaya-jō)، یک قلعه ژاپنی در دوره کاماکورا در استان اوساکا بود.